# Bohlberg (Flensburg)

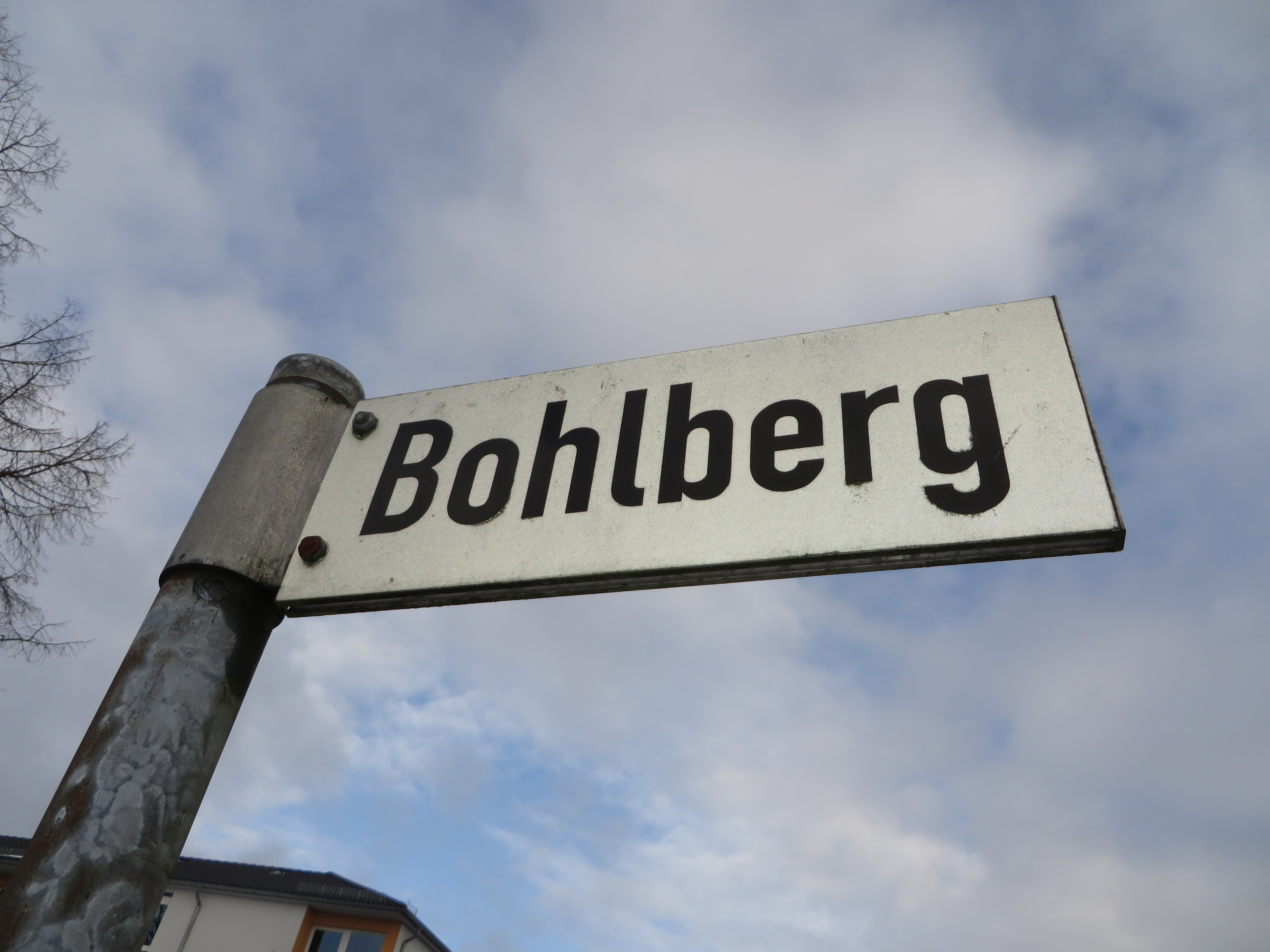
Das Straßenschild Bohlberg

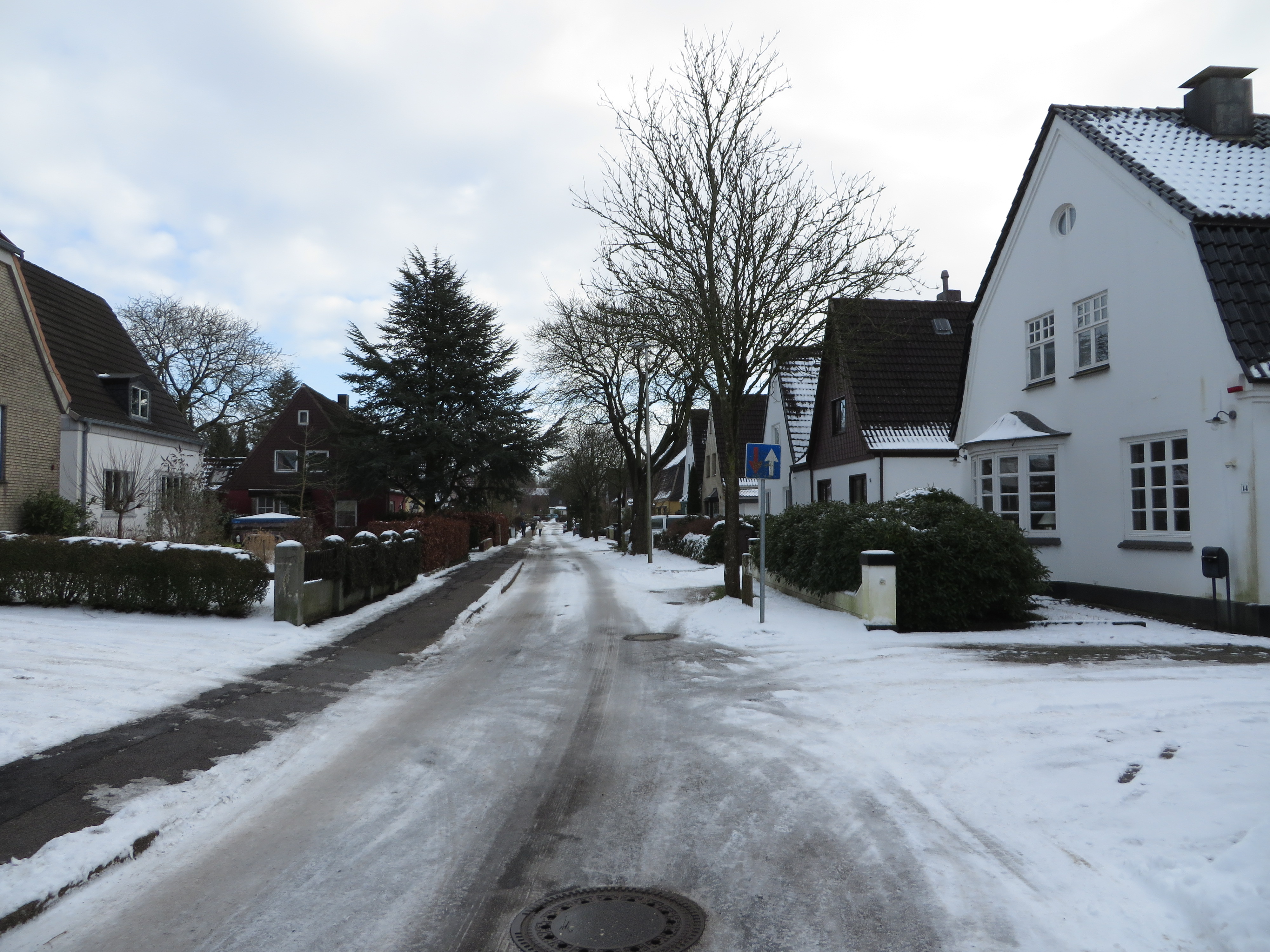
Die Straße Bohlberg im Januar 2015

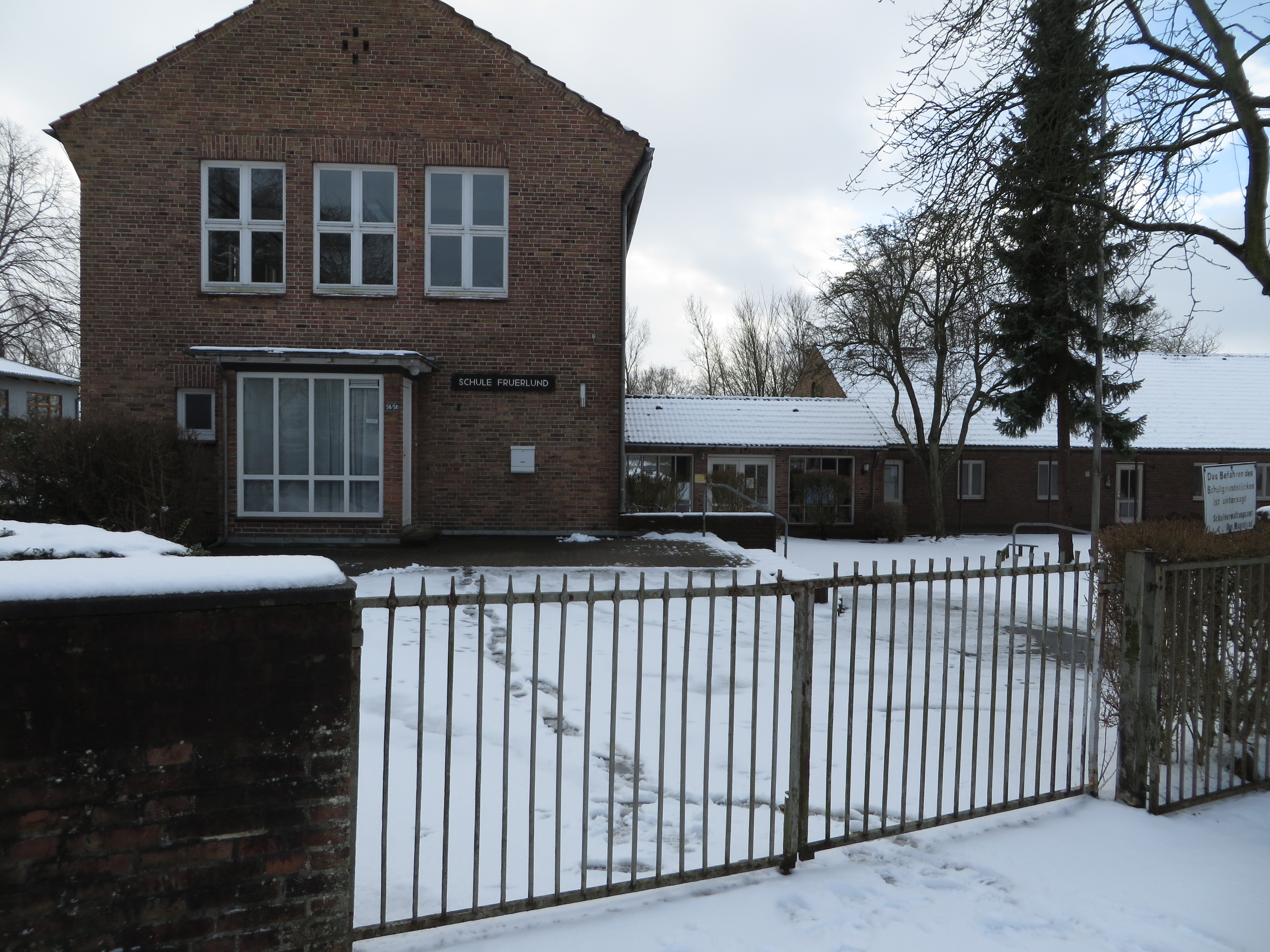
Die Schule Fruerlund im Januar 2015

Bohlberg (dänisch Bulbjerg) ist ein Wohngebiet der Stadt Flensburg im Südosten des Stadtteils Fruerlund, das im Laufe der Zeit zu einem Stadtbezirk herangewachsen ist.

## Geschichte
Der Flurname Bohlberg setzt sich aus den Begriffen „Bohle“ und „Berg“ zusammen. Bei der Bohle handelt es sich um ein Flächenmaß, das einer Hufe entspricht. Eine solche Bohle konnte in Flensburg aus einer Hausstätte mit einem Garten und einer Hauskoppel sowie einem Anteil an den Gemeindeländereien einer jeweiligen Feldgemeinschaft bestehen. Auf alten Karten ist der besagte Höhenbereich des Bohlberges mit einer Höhe von ungefähr 39 m ü. NN angegeben. Im Jahr 1863 kauften die drei Hufner Andreas Lassen, Claus Brix und Peter Lorenzen das Gebiet des Bohlberges, das genau betrachtet aus einer halben Bohlstelle bestand. Das Gebiet des Bohlberges lag im weitläufigen, unbebauten Gebiet von Fruerlund. Über die gesamte Gegend wurde offenbar geschichtlich nicht viel überliefert. Nahe dem Bohlberg, direkt östlich vom heutigen Willi-Sander-Platz, soll sich im selben Jahrhundert eine Parzelle befunden haben, die wohl „Fruerlundfeld“ genannt wurde. Die Parzelle hinterließ in der Folgezeit aber keine Spuren. Unweit des Bohlberges lag des Weiteren die sogenannte Teufelsbrücke, welche 1911 im Zuge der neuen Straßenverbindung nach Mürwik erneuert werden musste.
1910, dem Jahr der Eingemeindung Fruerlunds, wurde der Gemeinschaftsbesitz der drei Bohlberg-Hufner an die Stadt Flensburg verkauft. In der Zeit nach dem Ersten Weltkrieg begann die Besiedlung des Bohlberges. Die Wohnstraße Bohlberg erhielt zwar erst im Jahr 1922 offiziell ihren Namen, bestand aber schon vorher in Form eines alten Pfades. Die Straße Bohlberg führt von der westlich gelegenen Straße Mühlenholz bis nach Alt-Fruerlundhof, im Osten. Sie verläuft damit gleichzeitig parallel zum tiefliegenden Lautrupsbachtal, wo sich früher eine Sägemühle befand. Ab 1921/22 wurde die Straße in ihrem ersten Abschnitt auf der Nordseite durch eine Siedlungsgenossenschaft für Kriegsbeschädigte und Hinterbliebene mit eingeschossigen Doppelhäusern bebaut. Es folgte die Nordseitenbebauung Bohlberg Nr. 13 bis 31 durch ein weiteres Bauunternehmen, Schlichting und Hansen. Die Nordseitenbebauung blieb entweder nur stark verändert erhalten oder wurde durch Neubauten ersetzt. In einer zweiten Bauphase folgte in den Jahren 1924 bis 1927 die Bebauung der Südseite der Straße. So entstand beispielsweise 1924 das eingeschossige Backsteinhaus Bohlberg 26 (früher Bohlberg 22) sowie 1925 die Villa Bohlberg 14. Der wenig prägnante Flurname „Fruerlundfeld“, der zuvor noch auf Stadtkarten beim Gebiet Bohlberg zu finden war, verschwand offenbar nach der offiziellen Benennung und Bebauung des Bohlberges.
Als nach dem Zweiten Weltkrieg durch den Flüchtlingszustrom die Bevölkerung Flensburgs stark wuchs, bebaute der Selbsthilfe-Bauverein das Gebiet nördlich von der Straße Bohlberg. Im Zentrum dieses neuen Viertels wurde der Nettelbeckplatz angelegt. Das neue Viertel erhielt im Volksmund den Namen Flüchteby oder auch Klein-Königsberg. 1956 wurde im Bereich Bohlberg Nr. 56 bis 58 zudem die Schule Fruerlund, eine Grund- und Hauptschule errichtet. (Der Hauptschulbereich wurde 2010 geschlossen.) So war der heutige Stadtbezirk Bohlberg, der sich von der Straße Bohlberg im Süden bis zur 1951 benannten Gerhart-Hauptmann-Straße, im Norden ausbreitet, entstanden. Im Norden grenzt er an den Stadtbezirk Fruerlundhof. Im Westen wird der Stadtbezirk Bohlberg durch die Mürwiker Straße begrenzt und im Osten durch einige Schrebergärten, die ebenfalls zum Stadtbezirk Fruerlundhof gehören. Um 2014 wurde das nördlich gelegene Flüchteby stark umgebaut. Häuser wurden abgerissen und neue gebaut. Andere erhielten eine neue Fassade. Die Gestalt des Viertels veränderte sich in dieser Zeit gravierend.